# Manifestations antigouvernementales brésiliennes de 2015 et 2016

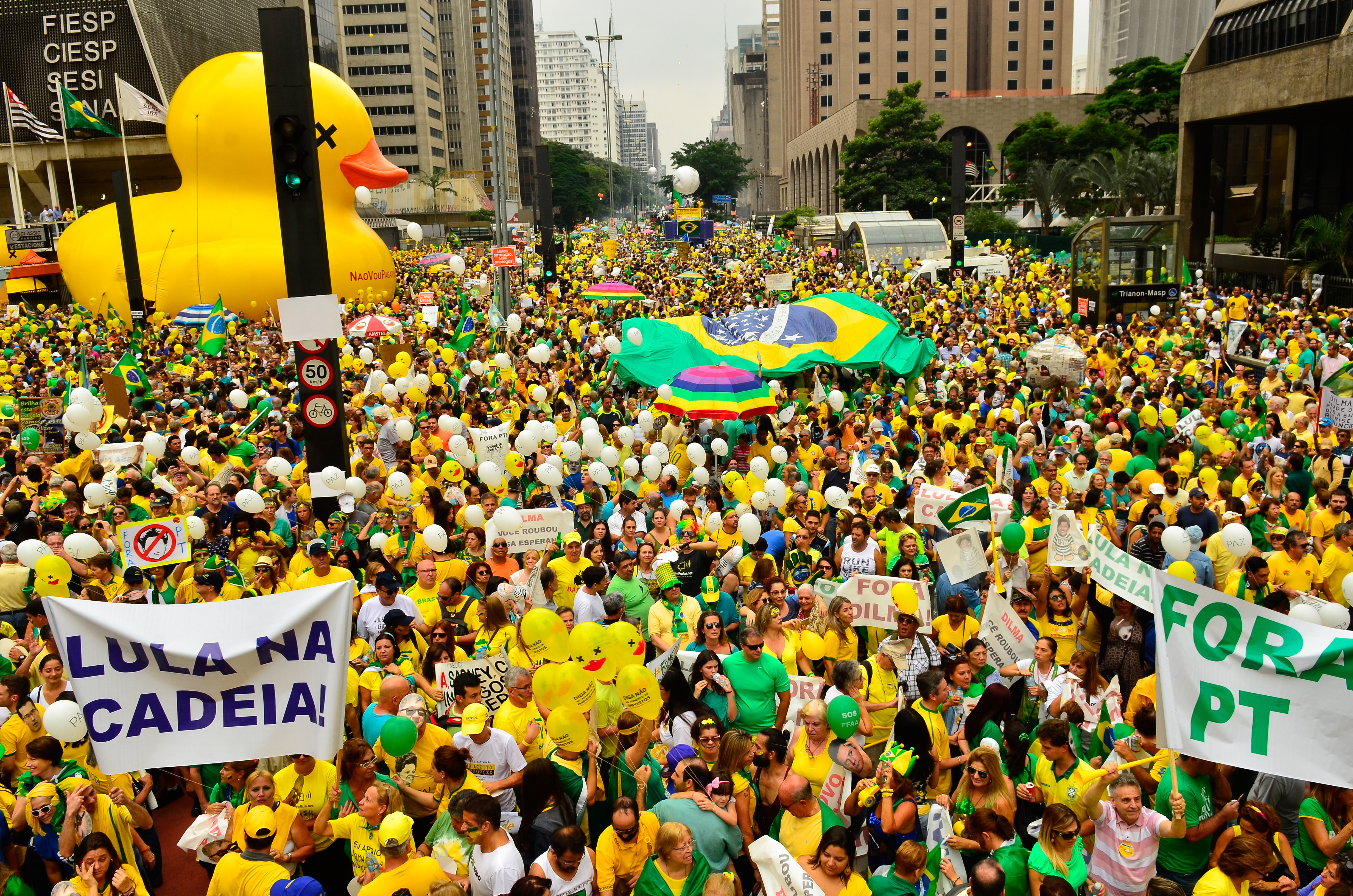
Manifestation à São Paulo le 13 mars 2016.

Les manifestations antigouvernementales brésiliennes de 2015 et 2016 sont un ensemble de défilés et de rassemblements publics organisés dans les plus grandes villes du Brésil pour demander la destitution de la présidente de la République brésilienne, Dilma Rousseff. 

## Déroulement
Les manifestations font suite au scandale de corruption révélé par l'opération Lava Jato, qui implique la société Petrobras et des personnalités politiques.
Elles se tiennent les 15 mars, 12 avril, 16 août, 13 décembre 2015 et 13 mars 2016. La Fédération des industries de l’État de São Paulo, la plus grande organisation patronale du pays, participe à l’organisation de ces défilés.
La manifestation du 15 mars 2015 rassemble plus d'un million de personnes seulement à São Paulo. La manifestation du 13 mars 2016 à São Paulo est le plus grand mouvement de protestation que la ville ait connu, surpassant le mouvement populaire Diretas Já de 1984. La manifestation du 13 mars 2016 rassemble jusqu'à 3 millions de personnes.

## Associations liées
Au Brésil, la branche locale de Students for Liberty, créée en 2012, affirme avoir activement contribué à la destitution de la présidente Dilma Rousseff en 2016. Certains manifestants anti-Rousseff ont été formés par Students for Liberty.